# Entrenador del año en Alemania
El título de Entrenador del año en Alemania (alemán: Trainer des Jahres) es un premio otorgado en Alemania desde el año 2002 al mejor entrenador de la liga alemana. Este premio se otorga por votación entre la Asociación de periódicos deportivos alemanes y la publicación Kicker.

## Palmarés
| Año  | Entrenador        | Equipo              |
| ---- | ----------------- | ------------------- |
| 2002 | Klaus Toppmöller  | Bayer 04 Leverkusen |
| 2003 | Felix Magath      | VfB Stuttgart       |
| 2004 | Thomas Schaaf     | Werder Bremen       |
| 2005 | Felix Magath      | Bayern de Múnich    |
| 2006 | Jürgen Klinsmann  | Alemania            |
| 2007 | Armin Veh         | VfB Stuttgart       |
| 2008 | Ottmar Hitzfeld   | Bayern de Múnich    |
| 2009 | Felix Magath      | VfL Wolfsburgo      |
| 2010 | Louis van Gaal    | Bayern de Múnich    |
| 2011 | Jürgen Klopp      | Borussia Dortmund   |
| 2012 | Jürgen Klopp      | Borussia Dortmund   |
| 2013 | Jupp Heynckes     | Bayern de Múnich    |
| 2014 | Joachim Löw       | Alemania            |
| 2015 | Dieter Hecking    | VfL Wolfsburgo      |
| 2016 | Dirk Schuster     | SV Darmstadt 98     |
| 2017 | Julian Nagelsmann | TSG 1899 Hoffenheim |
| 2018 | Jupp Heynckes     | Bayern de Múnich    |
| 2019 | Jürgen Klopp      | Liverpool F.C.      |
| 2020 | Hansi Flick       | Bayern de Múnich    |
| 2021 | Thomas Tuchel     | Chelsea F.C.        |